# Kodeks 0108
Kodeks 0108 (Gregory-Aland no. 0108), ε 60 (Soden) – grecki kodeks uncjalny Nowego Testamentu na pergaminie, paleograficznie datowany na VII wiek. Rękopis przechowywany jest w Rosyjskiej Bibliotece Narodowej (Gr. 22) w Petersburgu.

## Opis
Do dziś zachowała się tylko jedna karta kodeksu (30 na 24 cm) z tekstem Ewangelii Łukasza (11,37-41.42-45). Tekst pisany jest dwoma kolumnami na stronę, 23-24 linijek w kolumnie.
Akcenty zostały dodane przez późniejszą rękę.

## Tekst
Tekst kodeksu reprezentuje aleksandryjską tradycję tekstualną. Kurt Aland zaklasyfikował go do kategorii II.

## Historia
Gregory datował fragment na VII wiek. Obecnie INTF datuje go na VII wiek.
Kodeks został odkryty przez Tischendorfa na Synaju w 1859 roku. Tekst rękopisu Tischendorf wydał w 1860 roku w Notitia.
Kodeks został opisany przez De Muralt.
Gregory w 1908 roku dał mu siglum 0108. Kurt Treu badał kodeks w 1966 roku.